# Санторини
Санторини или Тира (грч.  од итал. Santa Irene) је једно од острва у групацији Киклада у Грчкој. Управно острво припада округу Санторини у оквиру периферије Јужни Егеј. Санторини са околним острвима чини једну општину у оквиру овог округа, укупне површине 90,6 km². Ова општина укључује и тзв. Мања острва Санторинија - острво Тиразија и ненасељена острва: Неа Камени, Палеа Камени, Аспронизи и Кристијани.
Санторини је једно од најсликовитијих, најпознатијих и туристички најпосећенијих острва у Грчкој.

## Порекло имена
Име острва је настало стастављањем латинских речи „Света Ирена“ (лат. Sancta Irene) у време млетачке власти над острвом. Грчки назив за острво, Тира или Фира, користи се више међу месним становништво и у Грчкој. Старији називи за острво Санторини су Стонгили („кружан“) и Калисте („најлепши“).

## Географија
Санторини се налази у јужном Егејском мору и то је најјужније острво острвске групе Киклади. Острво је удаљено око 75 километара југоисточно од грчког копна и 63 километра северно од Крита. Најближе острво Киклада је Иос, удаљен око 20 km ка северу.
Санторини је једно од острва Киклада средње величине. Острво је веома разуђено и планинско у већем делу. Облик острва је посебно занимљив (облик обрнутог „С"), пошто западна обала гради залив, источну стану вулканског гротла. Овај вулкан експлодирао у изузетно јакој експлозији 1600. п. н. е. и верује се да је он био главни „кривац“ пропасти Минојске цивилизације. Некадашње дно вулкана је данас залив у оквиру острвља Санторинија, који је током историје био стратешки важан и утицао је на бурну историју острвља.
Санторини спада у острва Киклада која су положена најдаље од копна, што повезано са сушном средоземном климом проузрокује сталан недостатак воде. Због тога је Санторини је сушан и каменит, а биљни и животињски свет су такође особени за ову климу. Од гајених култура доминирају маслина и винова лоза.

## Историја
За Санторини, као и за целокупне Кикладе, је необично важно раздобље касне праисторије, тзв. Кикладска цивилизација, зависна и блиска Критској. Међутим, мало је материјалних остатака због природне катастрофе, која се десила крајем овог раздобља. Наиме, Санторини је остатак вулканског острва на коме се збила велика експлозија негде у периоду 1650.1598 године п. н. е. Серија земљотреса је упозорила становништво на катаклизму која се приближава. О овоме се зна јер на острву археолози нису пронашли лешеве из тог времена, нити вредне предмете. Ерупција вулкана је изазвала цунами висине 60 метара који је уништио северну обалу Крита, и велики део минојске флоте. На месту некадашњег острва створена је калдера (остатак вулканског гротла), а вулкански пепео је покрио шире подручје што је онемогућило људски живот за дуже време. Верује се да је ерупција Санторинија била инспирација Платону за његову параболу о Атлантиди. Велики облак вулканске прашине се затим преместио чак до Северне Америке, где су климатске промене изазвале миграције становништва на југ.
У доба старе Грчке Санторини је био део Делоске лиге, а касније су овде владали птолемејски владари Египта. После тога острвљем је влада стари Рим, а затим и Византија. 1204. г. после освајања Цариграда од стране Крсташа Киклади потпадају под власт Млечана, под којима остају вековима, до краја 16. века (1579. г.). Нови господар Кикиладима било је османско царство, до почетка 19. века. Од 1204. до 1579, на Санторинију су владали Млечани, који су острву дали име. Крајем 16. века острво су заузели Турци. После осамостаљења Грчке 1821, острво је доживело економски процват. Повремене вулканске ерупције и земљотреси се дешавају и дан-данас. Последњих деценија острво се брзо развија захваљујући међународном туризму.

## Становништво
По подацима из 2001. на острву живи 13.670 људи. Острво је подељено на општину Тира (12.440 становника) и општину Оја (1.230 становника, од којих 268 живи на оближњем острву Тиразија). Становништво је етнички мешовито (Грци, Албанци, Бугари, Немци), јер је већина аутохтоног становништва емигрирала ка континенталној Грчкој после последње велике ерупције вулкана (1950. г.) и земљотреса (1956. г.). У последњих 20 година на острву се образована међународна заједница у којој се много користи енглески језик.

## Привреда
Традиционално су развијени поморство и пољопривреда (маслина, винова лоза, јужно воће). Санторини је познат по специфичној врсти винове лозе - тѕв. Асиртико. Она је изузетно отпорна на екстремне услове које владају на острву, сорта је ниска растом и одликује је слаткоћа. С обзиром да је острво Санторини вулканског порекла, плаже су псековито-шљунковите и тамније боје. На Санторинију се налазе и два археолошка локалитета, један у Акротирију а други изнад Камарија.

## Саобраћај
Међународни аеродром Санторини је удаљен 6 километара од града Фире и са градом је повезан редовном аутобуском линијом. Град Фира је иначе полазиште и за све друге аутобуске линије јавног превоза према Периси, Ији, Имеровиглију, Пиргосу и другхим насељима на острву.

## Галерија
- Главно насеље Фира
- Фира , ноћу
- Цркве
- Кратер на острву
- „Црвена плажа“
- Куће у насељу Оја
- Оја, залазак сунца
- Оја
- Бродови поред Санторинија
- Имеровигли
- Фиростефани
- Периса
- Кафић у месту Акротири
- Црква Св. Крста, Периса
- Манастир Св. пророка Илије
- Тврђава, Пиргос
- место Камари (позадина, аеродром)
- Црна плажа, Камари
- Селада(Σελλάδα), планински пролаз у близинини Камарија
- Црква Јована Крститеља
- Црква,(Exo Gonia)
- Црква Ваведења Пресвете Богородице, Пиргос
- Капела Св. Нектарије
- Магарећа стаза од Старе луке